# Банковский кубок
Банковский кубок — одна из российских парусных регат.
Впервые состоялась в 2001 году. Ассоциация российских банков выступила одним из организаторов и спонсоров состязания, именно с этим связано название гонки. Соревнования проходят ежегодно в первой половине лета.
Акваториями первых соревнований были определены Пестовское и Пироговское водохранилище канала имени Москвы. В 2003 году в честь празднования 300-летия города соревнования были проведены в Санкт-Петербурге.
С 2011 года проводится в акватории Онежского озера совместно с «Онежской регатой».
В 2006 году зачетные группы формировались из яхт следующих классов:
- 30 футов
- Четвертьтонник
- Микро
- Дракон

Кроме того, за историю регаты, проводились гонки в классах:
- Звёздный
- Двухтонник
- Open800